# Strahlpentode

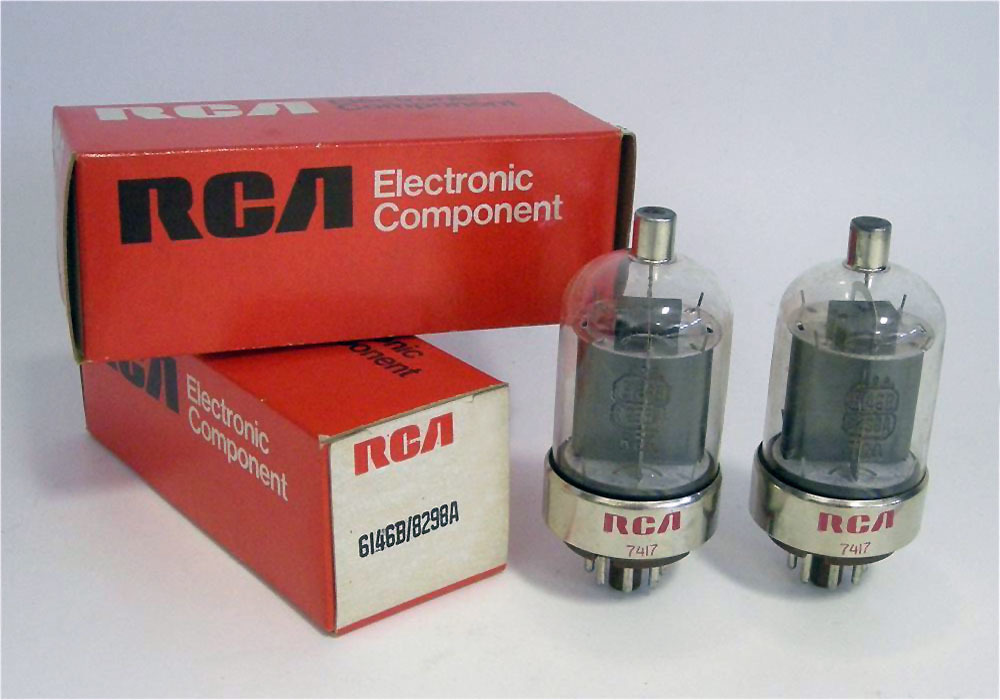
Senderöhren 6146B, Länge ca. 97mm, ca. 50 W HF-Leistung bei 175 MHz

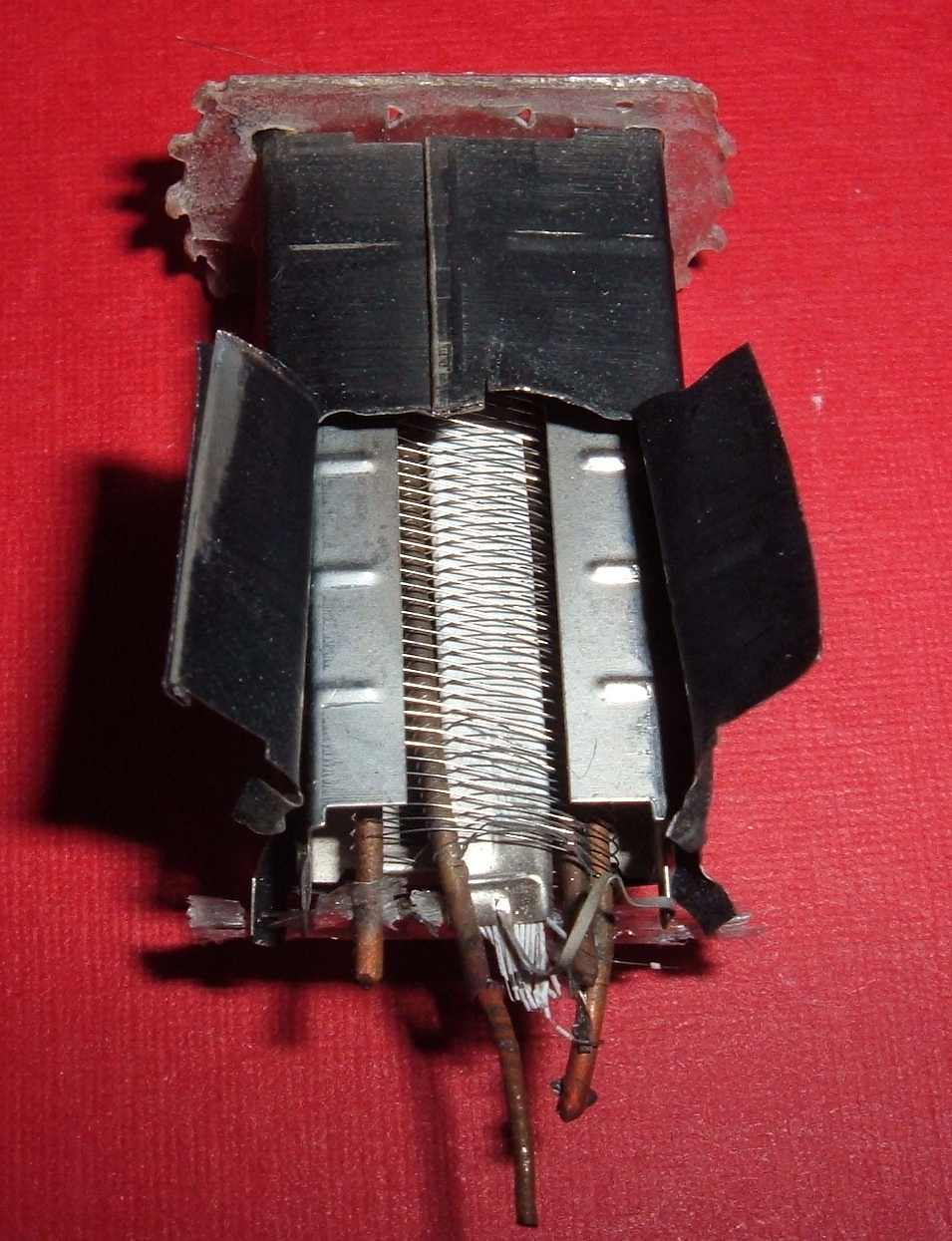
Das Innere einer Strahlpentode mit aufgeschnittenem Anodenblech. Zu sehen sind die silberfarbenen Leitbleche und dazwischen die erkennbar mit gleicher Steigung gewickelten Gitter.

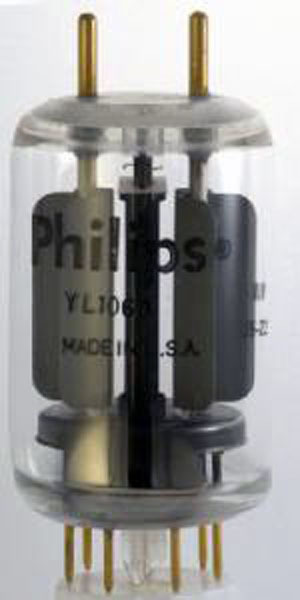
UHF-Doppel-Strahltetrode QQE 06/40 mit gemeinsamem Schirmgitter und gemeinsamer Kathode, Höhe 105 mm, 90 W HF-Leistung bei 200 MHz, 20 W bei 500 MHz

Eine Strahlpentode, Strahltetrode oder Beam-Power-Tetrode ist eine Elektronenröhre mit speziellen Blechen zur Konzentration des Elektronenstroms von der Kathode zur Anode. Sie benötigt kein Bremsgitter wie die klassische Pentode und hat dennoch deren vorteilhafte oder sogar bessere Eigenschaften.
Sie wird als Leistungsröhre von Niederfrequenz bis UHF sowie als Regelröhre für Hochspannung verwendet. Sie tritt auch heute noch häufig in Gitarrenverstärkern und High-Fidelity-Verstärkern der High-End-Klasse auf.

## Geschichte
Ingenieure des holländischen Elektronenröhrenherstellers Philips hatten zur Unterdrückung von Sekundärelektronen ein zusätzliches Gitter (Bremsgitter) zwischen die Anode und das Schirmgitter einer Tetrode geschaltet. Da Philips ein Patent auf diese Pentode besaß, suchten andere Hersteller nach anderen Lösungen, um Lizenzgebühren zu vermeiden. Die Ingenieure Sidney Rodda and Cabot Bull von EMI in Großbritannien entwickelten die Beam-Power-Tetrode und erhielten darauf im Jahr 1932 ein Patent. Da die Herstellung als schwierig angesehen wurde, kam das Prinzip zur amerikanischen RCA, die dann mehrere erfolgreiche Beam-Power-Tetroden entwickelten. Die erste Strahlpentode war die 6L6 von RCA, die 1936 auf den Markt kam und auch heute noch produziert wird.

## Arbeitsweise
Der Aufbau einer Beam-Power-Tetrode ist durch folgende Merkmale gekennzeichnet:
- Das pentodentypische Bremsgitter ist durch Elektronenleitbleche (Strahlbleche) ersetzt, die den Elektronenstrom von der Kathode zur Anode in einen schmalen radialen Winkel konzentrieren.
- Steuergitter und Schirmgitter sind mit gleicher Steigung genau übereinander gewickelt, wodurch der Elektronenstrom in vielen engen Schichten zur Anode gelangt.[3]

Durch die konzentrierte negative Raumladung tritt eine ähnliche Wirkung auf die aus der Anode herausgeschlagenen Sekundärelektronen auf wie mit dem Bremsgitter einer Pentode: sie werden daran gehindert, den Anodenraum zu verlassen und landen wieder auf ihr.
Die Beam-Power-Tetrode hat somit zwar ebenfalls fünf Elektroden, deren Funktion prinzipiell auch denen in einer Pentode entspricht, die Bremswirkung wird jedoch primär durch die Raumladung der Elektronenbündel erreicht und nicht durch die Strahlbleche. Während konventionelle Tetroden bei niedriger Anodenspannung aufgrund der auf dem Schirmgitter landenden Sekundärelektronen einen Bereich aufweisen, wo die U-I-Kennlinie der Anode einen Umkehrpunkt hat (Gefahr der Selbsterregung, höherer Klirrfaktor), sind Beam-Power-Tetroden linearer und haben eine geringere Rückwirkung von der Anode auf das Steuergitter. Der fehlende Kennlinien-Knick (englisch kink) brachte ihnen die Bezeichnung kinkless tetrode ein und stand für die Typenbezeichnung der frühen kommerziellen Röhre dieses Typs (KT66, KT88 usw.) Pate.
Die gleich langen Laufzeiten der Elektronen aufgrund des eingeengten Weges bieten den weiteren Vorteil einer höheren Effizienz bei hohen Frequenzen, da die Elektronen phasengleich bei der Anode ankommen. Beam-Power-Tetroden sind daher auch bis in den UHF-Bereich verwendbar.

## Typische Parameter
Es sind Typen mit 1 kW Dauerleistung bei 1 GHz (oder 100 kW Pulsleistung bei 1 % Einschaltdauer) oder sogar mit 1 MW Pulsleistung (500 MHz) gebaut worden.
Die Type 4X150A/7034 liefert bei 500 MHz 390 Watt HF-Leistung, hat eine maximale Anodenspannung von 2 kV und hat inklusive des integrierten Anoden-Wärmetauschers für Luft-Zwangskühlung einen Durchmesser von 42 mm bei einer Länge von 64 mm.

## Anwendung
Der bekannteste Vertreter einer Strahlpentode ist die 6L6, die 1936 zunächst als Stahlröhre mit Oktalsockel von RCA auf den Markt gebracht wurde, später aber als Allglasröhre im Glaskolben hergestellt wurde. Die 6L6 war für viele Anwendungen überdimensioniert, zum Beispiel für Autoradios, deshalb brachte Kenrad Ende 1936 die 6V6G heraus. Mit einer einzelnen Leistungsröhre dieses Typs konnten Verstärker im A-Betrieb mit ca. 5 Watt Ausgangsleistung hergestellt werden. Andere bekannte Vertreter dieses Röhrentyps sind die KT66 und die 1956 von General Electric Company (G.E.C.) eingeführte KT88, die häufig in High-Fidelity-Verstärkern der High-End-Klasse verwendet wird.
In Gitarren-Röhrenverstärkern werden heute als Endstufenröhren meist, neben den Pentoden EL84 (z. B. Vox) oder EL34 (z. B. Marshall), die Strahlpentoden 6L6 oder 6V6 (z. B. Fender) verwendet.